# Zsukuo voniu ju ajcsing
A Zsukuo voniu ju ajcsing (egyszerűsített kínai: 如果蜗牛有爱情, pinjin: Rúguǒ wōniú yǒu àiqíng), angol címén When a Snail Falls in Love, kínai televíziós sorozat, illetve websorozat, melyet 2016 áprilisa és szeptembere között forgattak Vang Kaj (Wang Kai), Vang Ce-ven (Wang Zi-wen), Hszü Jüe (Xu Yue) és Jü Heng (Yu Heng) főszereplésével. A Dragon TV tűzte műsorra, online pedig a Tencent vetíti. A sorozatot Ting Mo (Ding Mo) azonos című regénye alapján készítették. Az író korábbi regényből Love Me If You Dare címmel ugyanez a stáb készített televíziós adaptációt. A sorozatot az első héten online 200 milliószor tekintették meg, november 15-ig pedig több mint egymilliárd alkalommal.

## Cselekmény
Ling város rendőrkapitányságának erőszakos bűncselekményekkel foglalkozó osztályára két új női gyakornok érkezik a rendőrakadémiáról. Hszü Hszü (Xu Xu) kriminálpszichológus, profilozás a feladata, Jao Meng (Yao Meng) pedig egy erős, elkötelezett, lelkes rendőrnő, akinek Csi Paj (Ji Bai), az egység vezető nyomozója a példaképe. Csi (Ji) jártas a harcművészetekben és rendkívül intelligens és megfontolt rendőr. Először nem hajlandó elfogadni Hszü Hszü (Xu Xu)t a csapatába, mert a lány megbukott a fizikai terheléses teszten, végül azonban a lány elemző képességét látva belemegy, hogy maradjon, azzal a feltétellel, hogy a lánynak három hónapon belül át kell mennie az erőnléti teszten. A csapat különféle véres és brutális ügyekben nyomoz, melyek kapcsolódnak egymáshoz és a város egyik legnagyobb cégéhez, amely ráadásul Csi Paj (Ji Bai) gyerekkori barátnője családjának tulajdonában van. A fura események sorozatának pedig köze van Csi Paj (Ji Bai) helyettese, Csao Han (Zhao Han) rendőr apjának eltűnéséhez is. Közben pedig Hszü Hszü (Xu Xu) rajzos naplót vezet a mindennapokról, melyben munkatársait állatfigurákként ábrázolja. Saját maga a „lassú csiga”, míg Csi Paj (Ji Bai) az oroszlán. A történet folyamán a csiga beleszeret az oroszlánba.

## Szereplők
- Vang Kaj (Wang Kai) mint Csi Paj (Ji Bai)
- Vang Ce-ven (Wang Zi-wen) (王子文) mint Hszü Hszü (Xu Xu)
- Hszü Jüe (Xu Yue) (徐悦) mint Jao Meng (Yao Meng)
- Jü Heng (Yu Heng) (于恒) mint Csao Han (Zhao Han)